# 馬丁·山米爾
馬丁·山米爾（英語：Martin Sensmeier，1985年6月27日—），美國男演員和模特兒。較著名的是在2016年西部動作片《絕地7騎士》（2016年）中參與演出，該片改編自1960年的電影《豪勇七蛟龍》；2018年參演電視劇《西方極樂園》。

## 早年
馬丁·山米爾出生於阿拉斯加州的安克拉治。在他開始進入演藝界前，他在位於洛杉磯的一石油鑽井平台工作。山米爾進入演藝界前還曾擔任過模特兒。
他本身擁有特林吉特、科尤坎、阿拉斯加阿撒巴斯卡和愛爾蘭民族的血統。

## 外部連結
- 馬丁·山米爾在互联网电影资料库（IMDb）上的資料（英文）